# Juan Ramón Rallo
Juan Ramón Rallo Julián (Benicarló, Castellón, 13 de marzo de 1984) es un economista, jurista, profesor universitario, conferenciante y escritor español minarquista, defensor de las tesis del liberalismo económico, en concreto de la escuela austriaca. Rallo es conocido por su presencia mediática como tertuliano radiotelevisivo y en YouTube. Es socio fundador del think tank de orientación libertaria Instituto Juan de Mariana, del que también fue director. También es uno de los socios fundadores, así como decano de la escuela de grado, director del grado en economía, director del máster universitario en economía y director del máster de formación permanente en economía y políticas públicas de la Universidad de las Hespérides.

## Biografía

### Carrera profesional
Es licenciado en Economía y Derecho por la Universidad de Valencia y obtuvo un Máster y posteriormente un doctorado en economía por la Universidad Rey Juan Carlos de Madrid.
Fue profesor en el máster en economía del Centro de Estudios Superiores En línea de Madrid Manuel Ayau (OMMA). Y en actualidad en el IE University y en la Universidad Francisco Marroquín de Madrid (UFM Madrid).
Junto a otras personalidades liberales como Carlos Rodríguez Braun o Eduardo Fernández Luiña, fundó en 2023 la Universidad de las Hespérides, donde este ejerce como decano de la Escuela de Grado.

### Carrera mediática
Juan Ramón Rallo Julián ha colaborado con diversos medios de comunicación como tertuliano de ámbito económico, además de como articulista en medios en línea como Libertad Digital, El Confidencial o Vozpópuli. Los últimos años ha desarrollado su faceta de conferenciante en universidades y jornadas sobre economía, es analista económico de esRadio, La Sexta Noche, Al Rojo Vivo o Espejo Público. También colabora habitualmente en prensa escrita en el periódico La Razón.
En septiembre de 2014, tras varias intervenciones en diversos medios y redes sociales de Juan Ramón Rallo defendiendo abierta y públicamente el cierre de todos los medios de comunicación estatales, Televisión Española (TVE) cesó la colaboración de Juan Ramón en el programa de Mariló Montero, La mañana de la 1, supuestamente por presiones de UGT.

## Premios y reconocimientos
Juan Ramón Rallo ha recibido los siguientes premios y reconocimientos:
- 2009: Tercer Premio Vernon Smith  Destrucción y reconstrucción de la estructura de capital de ECAEF.[1]
- 2010: Premio Libre Empresa de la Fundación Rafael del Pino.[16]
- 2011: Mención de honor en los premios Julián Marías de la Comunidad de Madrid como investigador menor de 40 años en Humanidades.[17]
- 2020: Silver Creator Awards de Youtube por su canal personal en la plataforma.
- 2023: Doctorado honoris causa por la Universidad Francisco Marroquín de Guatemala.[18]

| Organización                    | Tipo                    | Galardón                                  | Razón                                                                      |
| ------------------------------- | ----------------------- | ----------------------------------------- | -------------------------------------------------------------------------- |
| ECAEF                           | Premios Vernon Smith    | Tercer Premio Vernon Smith                | Por su ensayo Destrucción y Reconstrucción de la Estructura de Capital     |
| Fundación Rafael del Pino       | Premios Libre Empresa   | Premio Libre Empresa                      | Por su libro Una crisis y cinco errores                                    |
| Comunidad de Madrid             | Premios Julián Marías   | Mención de honor                          | Sus aportaciones a la economía como investigador menor de 40 años de edad  |
| YouTube                         | YouTube Creator Awards  | Silver Creator Awards                     | Por la cantidad de 100 000 suscriptores en su canal de Youtube             |
| Universidad Francisco Marroquín | Doctorado honoris causa | Doctorado Honorífico en Ciencias Sociales | Por sus contribuciones a la ciencia económica y su trayectoria profesional |